# Морахалом
Морахалом (мађ. Mórahalom) град је у Мађарској, у јужном делу државе. Морахалом је град у оквиру жупаније Чонград-Чанад, где је седиште истоименог Морахаломског среза. Морахалом представља бањски центар, чија термална вода температуре до 39 °C помаже у лечењу обољења кичме, реуме мишића и гинеколошких проблема.

## Положај града
Град Морахалом се налази у јужном делу Мађарске. Од првог већег града, Сегедина, град је удаљен око 20 километара западно, а од државне границе са Србијом свега 6 километара.
Град се налази у средишњем делу Панонске низије, у области Телечке пешчаре. Надморска висина града је 92 m.

## Становништво
Према подацима из 2013. године Морахалом је имао 5.822 становника. Последњих година број становника стагнира.
Претежно становништво у насељу су Мађари римокатоличке вероисповести.

## Партнерски градови
- Темерин
- Санмартин
- Уњејов
- Камерау
- Пјевепелаго
- Бачки Виногради